# David Alan Grier

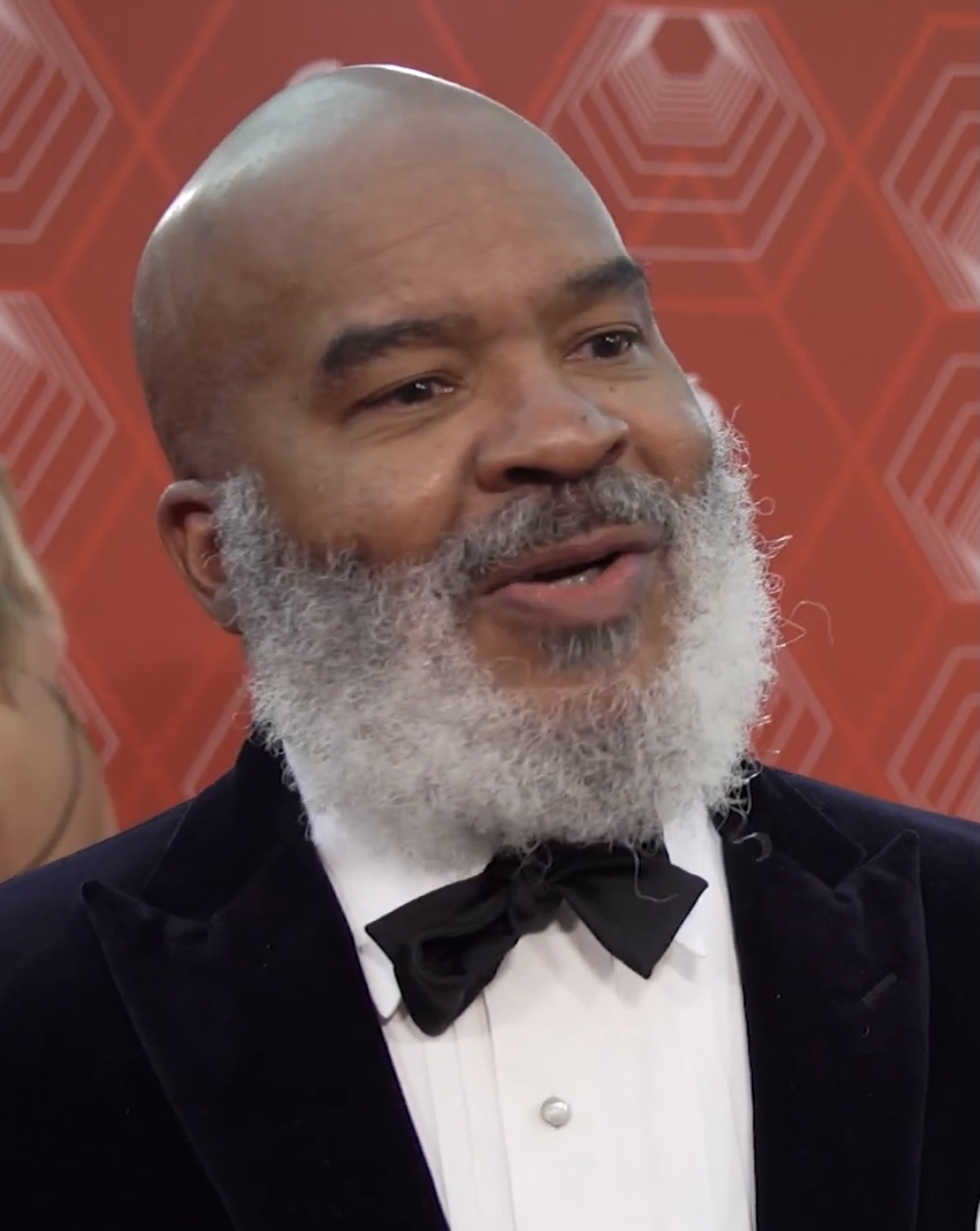
David Alan Grier (2021)

David Alan Grier (* 30. Juni 1956 in Detroit, Michigan) ist ein US-amerikanischer Schauspieler und Comedian.

## Karriere
Nach der Verleihung des Bachelor of Arts an der University of Michigan begann David Alan Grier seine Karriere als Schauspieler in dem Broadway-Musical The First. Neben seiner Arbeit beim Radio und in der Comedy-Sendung In Living Color wurde er vor allem durch Rollen in Filmen wie Jumanji, Boomerang und Saigon – Der Tod kennt kein Gesetz bekannt.
Bei den Internationalen Filmfestspielen von Venedig wurde er 1983 gemeinsam mit den anderen Hauptdarstellern von Robert Altmans Windhunde als Beste Darsteller des Festivals ausgezeichnet.
Seit 2020 ist Grier wieder als Schauspieler auf der Bühne am Broadway tätig. Für seine Rolle in dem Stück A Soldier's Play gewann er einen Tony Award.
Grier war zwei Mal verheiratet und hat eine Tochter.

## Filmografie (Auswahl)
- 1983: Windhunde (Streamers)
- 1984: Sergeant Waters – Eine Soldatengeschichte (A Soldier’s Story)
- 1985: B.I.E.R. (Beer)
- 1987: Amazonen auf dem Mond oder Warum die Amis den Kanal voll haben (Amazon Women on the Moon)
- 1987: Karriere mit links (From the Hip)
- 1988: Saigon – Der Tod kennt kein Gesetz (Off Limits)
- 1989: Alf (Fernsehserie, Folge 4x03 Heiratsschwindler)
- 1990: Beinahe ein Engel (Almost An Angel)
- 1992: Boomerang
- 1992: The Player
- 1994: In the Army Now – Die Trottel der Kompanie (In the Army Now)
- 1994: Blankman
- 1995: Jumanji
- 1996: Jerry Maguire – Spiel des Lebens (Jerry Maguire)
- 1997: Showdown (Top of the World)
- 1997: McHale’s Navy
- 1999: Stuart Little
- 1999: Freeway II – Highway to Hell (Freeway II: Confessions of a Trickbaby)
- 1999: Ich bin Du, und Du bist ich (A Saintly Switch)
- 2000: Zurück zu Dir (Return to Me)
- 2000: Akte X – Die unheimlichen Fälle des FBI (The X-Files, Fernsehserie, Folge 7x19)
- 2001: 15 Minuten Ruhm (15 Minutes)
- 2002: Boston Public (Fernsehserie, Folge 2x20)
- 2004: The Woodsman
- 2005: Muppets: Der Zauberer von Oz (The Muppets’ Wizard of Oz)
- 2005: What’s Up, Dad? (Fernsehserie, 3 Folgen)
- 2005: Verliebt in eine Hexe (Bewitched)
- 2006: Little Man
- 2008: The Poker House
- 2008: Big Fat Important Movie (An American Carol)
- 2009: Dance Flick – Der allerletzte Tanzfilm (Dance Flick)
- 2009: Astro Boy – Der Film (Astro Boy, Stimme)
- 2010: Bones – Die Knochenjägerin (Bones, Fernsehserie, Folge 6x04)
- 2010: Law & Order: Special Victims Unit (Fernsehserie, Folge 12x06)
- 2014: Bad Teacher (Fernsehserie, 13 Folgen)
- 2015–2017: The Carmichael Show (Fernsehserie, 32 Folgen)
- 2018: Eine Reihe betrüblicher Ereignisse (A Series of Unfortunate Events, Fernsehserie, 2 Folgen)
- 2018–2019: The Cool Kids (Fernsehserie, 22 Folgen)
- 2019: Native Son
- 2020: Coffee & Kareem
- 2021: Dad Stop Embarrassing Me! (Fernsehserie, 8 Folgen)
- 2021: Clifford der große rote Hund (Clifford the Big Red Dog)
- 2022: The Patient (Miniserie, 5 Folgen)
- 2023: They Cloned Tyrone
- 2023: Die Farbe Lila (The Color Purple)
- 2023: Candy Cane Lane – Eine Weihnachtsgeschichte (Candy Cane Lane)
- 2024: The American Society of Magical Negroes
- seit 2024: St. Denis Medical (Fernsehserie)
- 2025: Elsbeth (Fernsehserie, Folge 2x17)
- 2025: Poker Face (Fernsehserie, Folge 2x09)